# 報徳仕法
報徳仕法（ほうとくしほう）は、日本近世の文政年間以降に二宮尊徳が主導した財政再建策の総称。
藩や旗本知行所など領主財政を対象としたもの、村を単位としたもの、家を単位としたものの3種類に分けることができる。
基本的な考え方は、報徳思想の基本的な概念でもある「分度」と「推譲」である。それぞれが「分」に応じた生活を守り、余剰分を拡大再生産に充てることの重要性が強調される。

## 領主の仕法
- 桜町領（真岡市二宮地区）
- 烏山藩
- 谷田部藩
- 小田原藩
- 真岡代官所
- 相馬中村藩
- 日光神領
- 下館藩

## 村の仕法
- 青木村
- 片岡村
- 大生郷村

## 家の仕法
- 福住正兄